# Magie sexuelle
La magie sexuelle correspond à tout type d'activité sexuelle utilisée dans la magie ritualiste ou dans un contexte religieux et spirituel. Une de ces pratiques de la magie sexuelle consiste à utiliser l'excitation sexuelle ou l'orgasme avec visualisation du résultat souhaité. Une prémisse posée par les magiciens du sexe est le concept selon lequel l'énergie sexuelle est une force puissante qui peut être exploitée pour transcender sa réalité normalement perçue.

## Paschal Beverly Randolph

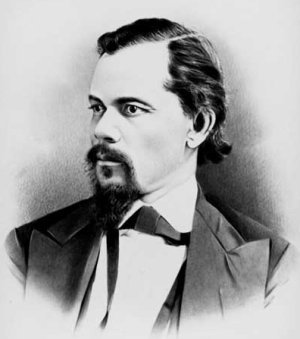
Paschal Beverly Randolph

Les premiers enseignements pratiques connus de la magie sexuelle dans le monde occidental proviennent de l'occultiste Paschal Beverly Randolph américain du XIXe siècle (1825-1875), sous le titre Les Mystères d'Eulis :

« Si un homme a une femme intelligente et aimante, avec laquelle il est en parfait accord, il peut résoudre les problèmes [de la façon d'obtenir des résultats magiques] avec son aide. Ils sont une série d'énergies radicales sexueuses pour l'âme. […] Le rite est une prière dans tous les cas, et les êtres terrestres les plus puissants [que] les êtres terrestres peuvent employer… il est préférable que l'homme et la femme agissent ensemble pour atteindre des objets mystérieux recherchés.
Le succès nécessite dans tous les cas l'apport d'une femme supérieure. C'EST LA LOI ! Une prostituée ou une femme basse est inutile pour tous ces buts nobles et saints, tout comme une excuse mauvaise, impure et passionnée pour un homme. La femme ne doit pas être celle qui accepte les récompenses pour la conformité ; ni une vierge; ou âgé de moins de dix-huit ans ; ou la femme d'un autre ; pourtant doit être quelqu'un qui a connu l'homme et qui a été et est toujours capable d'une intense énergie mentale, volontaire et affectueuse, combinée à une parfaite capacité sexuelle et orgasmique ; car il faut une double crise pour réussir. […]
Le mystère entier peut être donné en très peu de mots, et ils sont : Une chambre haute ; propreté personnelle, mentale et morale absolue de l'homme et de la femme. Un respect de la loi qui vient d'être citée pendant toute la durée de l'expérience - 49 jours. Formulez le désir et gardez-le à l'esprit pendant toute la période et surtout lors de la prière nuptive, au cours de laquelle aucun mot ne peut être prononcé, mais la chose désirée doit être fortement pensée… »

Randolph lui-même a été grandement influencé par les travaux de l'anglais rosicrucien et spécialiste du phallicisme Hargrave Jennings (en).

## Carl Kellner
Carl Kellner (en) (1851-1905), le fondateur de l'Ordo Templi Orientis (OTO), a affirmé avoir appris les techniques de la magie sexuelle auprès de trois adeptes de cet art. À partir de 1904, faisant référence à ces secrets, Kellner et l'OTO ont commencé à s'exprimer dans « un obscur périodique allemand maçonnique appelé Oriflamme ». En 1912, les éditeurs d'Oriflamme ont annoncé :

« Notre ordre possède la clé qui ouvre tous les secrets maçonniques et hermétique, à savoir, les enseignements de la magie sexuelle, et cet enseignement explique, sans exception, tous les secrets de la Franc-maçonnerie et tous les systèmes de religion. »

## Ida Craddock

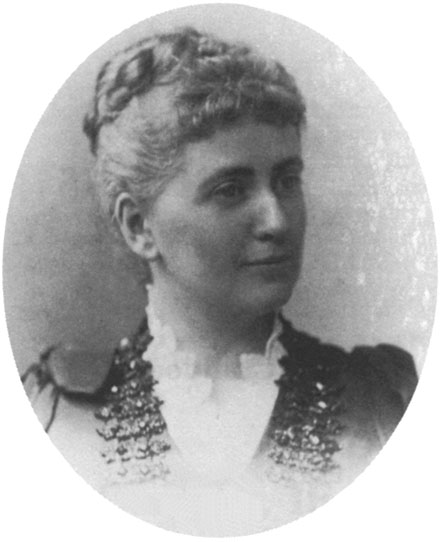
Ida Craddock

Dans la dernière partie du XIXe siècle, Ida Craddock (en) (1857-1902) a publié plusieurs ouvrages traitant de la sexualité sacrée, notamment Heavenly Bridegrooms (Les Époux célestes) et Psychic Wedlock (Le Mariage psychique). Aleister Crowley a publié une critique de Heavenly Bridegrooms dans les pages de son journal The Equinox , déclarant que c'était :

« ... l'un des documents humains les plus remarquables jamais produits, et il devrait certainement trouver un éditeur régulier sous forme de livre. L'auteur du MS. prétend qu'elle était la femme d'un ange. Elle expose au plus grand nombre la philosophie liée à cette thèse. Son apprentissage est énorme.
... Ce livre est d'une valeur incalculable pour tout étudiant en matière occulte. Aucune bibliothèque Magick n'est complète sans elle »

Les techniques sexuelles du Psychic Wedlock de Craddock ont été reproduites plus tard dans Sex Magick par l'initié d'OTO Louis T. Culling, un disciple de C. F. Russell (en).

## Aleister Crowley

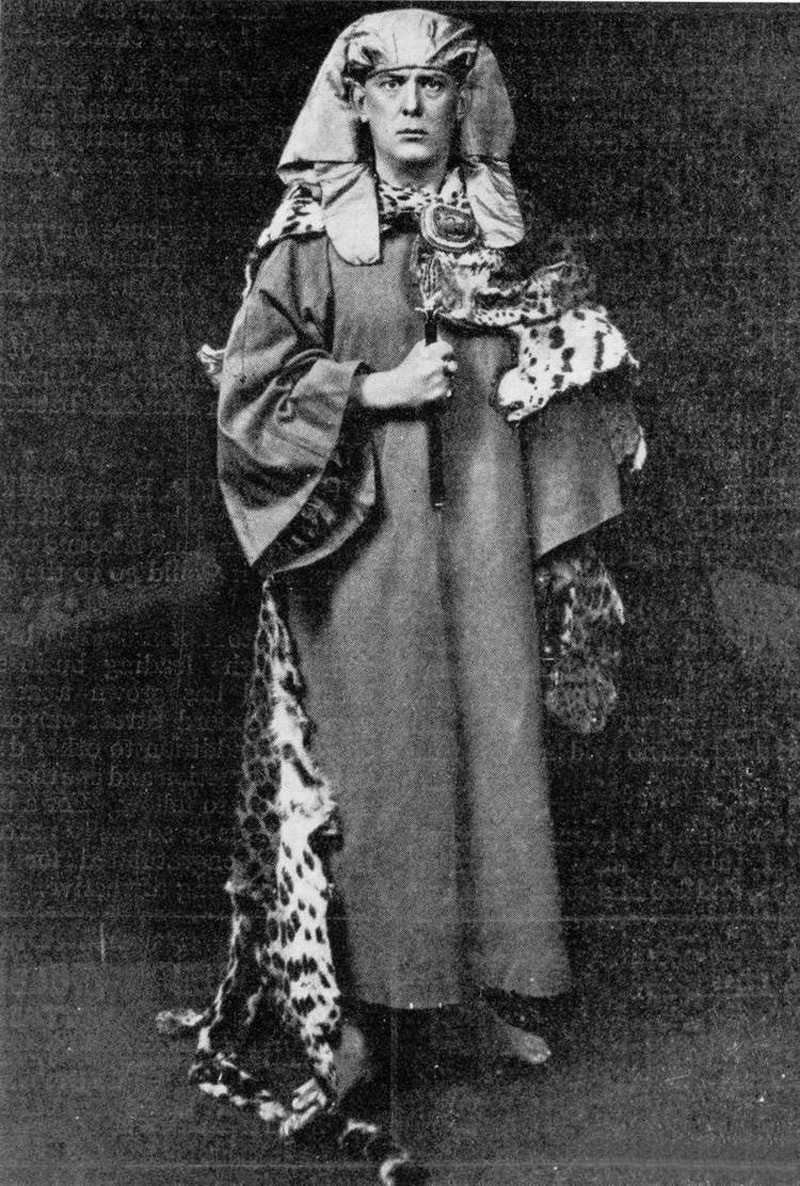
Crowley dans un costume de la Golden Dawn.

Aleister Crowley (1875-1947) commença à collaborer avec Theodor Reuss et l'Ordo Templi Orientis à la suite de la publication de The Book of Lies (en) entre 1912 et 1913. Selon le récit de Crowley, Reuss l'a approché et l'a accusé d'avoir révélé le secret (sexuel) le plus profond d'OTO dans l'un des chapitres cryptiques de son livre. Lorsqu'il est devenu clair pour Reuss que Crowley l'avait fait involontairement, il a initié Crowley au IXe (neuvième degré) de l'OTO. et l'a nommé « Souverain Grand Maître Général d'Irlande, Iona et tous les Britanniques »,,
Alors que l'OTO inclut, dès sa création, l'enseignement du sexe magick dans les plus hauts degrés de l'Ordre, lorsque Crowley est devenu chef de l'Ordre, il a développé ces enseignements et les a associés à différents degrés comme suit :
- VIIIe : des techniques magiques masturbatoire ou autosexuelles y étaient enseignées, appelées Lesser Work of Sol
- IXe : des techniques magiques hétérosexuelles y étaient enseignées
- XIe : des techniques magiques de pénétration anale y étaient enseignées.

Le professeur Hugh Urban, professeur de religion comparée à l'Université d'État de l'Ohio, a noté l'accent mis par Crowley sur le sexe comme « le pouvoir magique suprême ». Selon Crowley :
« Le Livre de la Loi résout complètement le problème sexuel. Chaque individu a le droit absolu de satisfaire son instinct sexuel dans la mesure qui lui convient physiologiquement. La seule injonction est de traiter tous ces actes comme des sacrements. Il ne faut pas manger comme les brutes, mais pour pouvoir faire sa volonté. La même chose s'applique au sexe. Nous devons utiliser toutes les facultés pour faire avancer le seul objet de notre existence. »
Crowley a beaucoup écrit sur le thème de la magie sexuelle. Certaines de ces œuvres étaient publiées et mises à la disposition du grand public, d'autres restaient secrètes et ne pouvaient être obtenues que par des initiés de l'Ordo Templi Orientis :
- Liber IAO - IAO. Magie Sexuelle. Donne trois méthodes de réalisation à travers une série volontaire de pensées. La forme active du Liber CCCXLV.
- De Nuptis Secretis Deorum Cum Hominibus - Magie sexuelle
- Liber Stellae Rubeae[note 2]- Selon Crowley, un rituel secret d'Apep, le cœur de l'IAO-OAI, livré à V.V.V.V.V. pour son utilisation dans une certaine matière du Livre de la Loi (Liber AL vel Legis). Magie sexuelle voilée de symbolisme.
- Liber Agape vel C vel Azoth - Le Livre du Dévoilement du Sangraal où il est parlé du Vin du Sabbat des Adeptes. Instructions secrètes du neuvième degré de l'OTO (magie du sexe)
- Liber Cheth vel Vallum Abiegni[note 3] - Un récit parfait de la tâche de l'Adepte Exempt considéré sous les symboles d'un plan particulier, pas l'intellectuel. Magie sexuelle voilée de symbolisme.
- Liber A'ash vel Capricorni Pneumatici[note 4]- Analyse la nature de la force magique créatrice chez l'homme, explique comment l'éveiller, comment l'utiliser et indique le général aussi bien que les objets particuliers à gagner ainsi. Magie sexuelle lourdement voilée de symbolisme.
- The Book of Lies (en) - comprend certaines techniques en langage symbolique, y compris le sexe oral prolongé (chapitre 69) en état d'ébriété avec du haschisch .
- The Paris Working  - Un enregistrement d'opérations de magie homosexuelle.
- Energized Enthusiasm - Un essai développant l'idée de la créativité en tant que phénomène sexuel. Spécialement adapté à la tâche d'atteindre le contrôle du corps de lumière, le développement de l'intuition et le hatha yoga.

## Maria de Naglowska
Maria de Naglowska (en) (1883–1936) était une occultiste, mystique, auteure et journaliste russe qui écrivait et enseignait sur les pratiques rituelles magiques sexuelles tout en étant également liée au mouvement surréaliste parisien. Elle a créé et dirigé une société occulte connue sous le nom de Confrérie de la Flèche d'or à Paris de 1932 à 1935. En 1931, elle a compilé, traduit et publié en français une collection d'écrits publiés et non publiés par l'occultiste américain Paschal Beverly Randolph au sujet de la magie sexuelle et des miroirs magiques. Sa traduction et sa publication des idées et des enseignements auparavant peu connus de Randolph ont été la source de l'influence ultérieure de Randolph dans la magie européenne. Elle a amélioré le texte avec certains de ses enseignements oraux. L'année suivante, elle publie une nouvelle semi-autobiographique, Le Rite sacré de l'amour magique.
Plus tard cette année-là, elle a également publié La Lumière du sexe, un traité mystique et un guide du rituel sexuel qui était une lecture obligatoire pour ceux qui cherchaient à être initiés à la Confrérie de la Flèche d'Or. Son dernier livre sur les pratiques avancées de magie sexuelle, Le Mystère de la pendaison détaille ses enseignements avancés sur le Troisième Terme de la Trinité et le pouvoir de transformation spirituelle du sexe, et la pratique de l'asphyxie érotique et autres pratiques de privation sensorielle. Au-delà des sujets occultes, Naglowska a également influencé le mouvement artistique surréaliste. Le Lexique succinct de l'érotisme  dans le catalogue de l'Exposition internationale surréaliste de 1959 à Paris a noté son influence importante. Surréaliste un récit détaillé de sa vie.

## Samaël Aun Weor

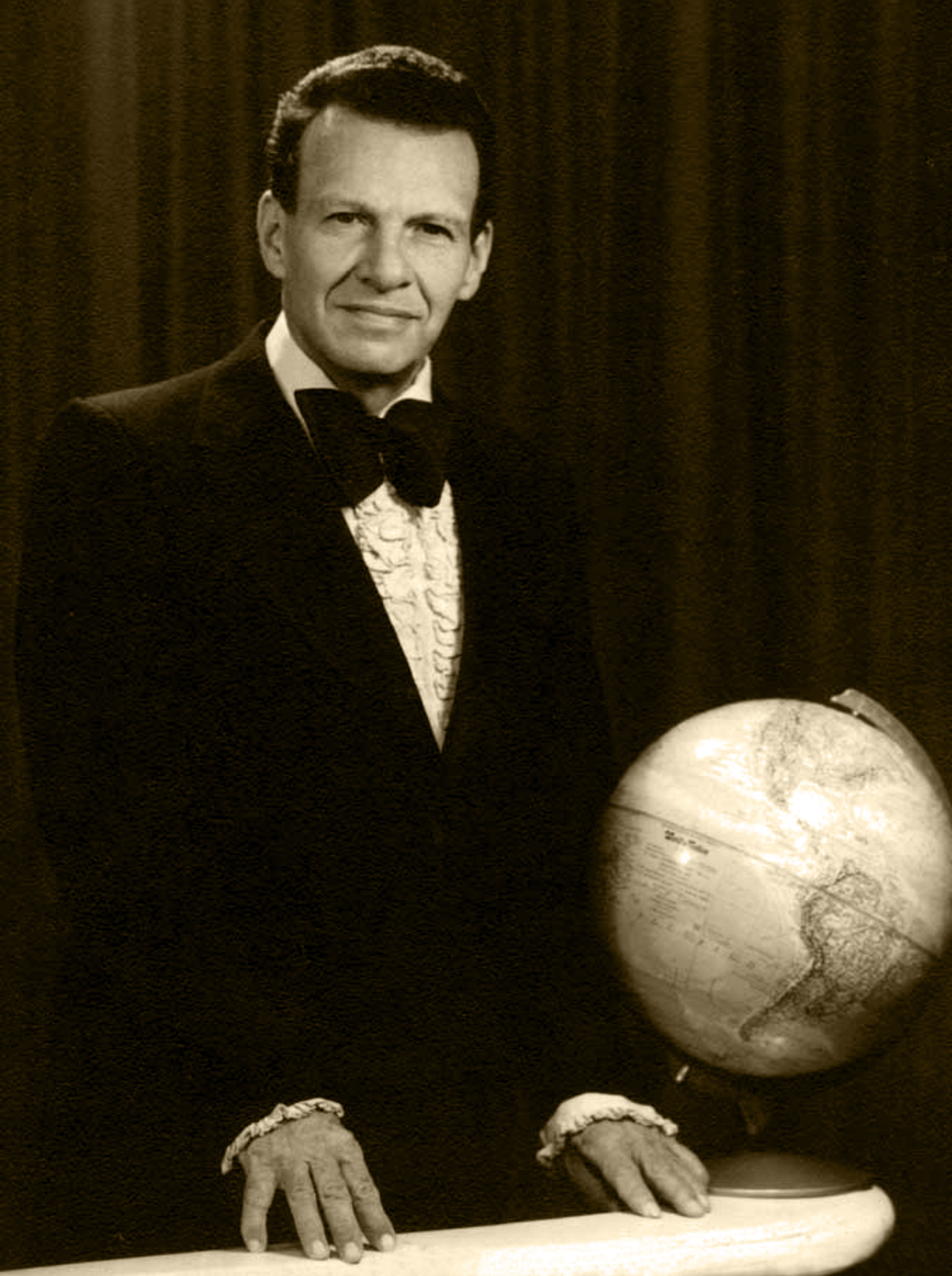
Samael Aun Weor.

Le nœud des enseignements de Samael Aun Weor (1917-1977) est ce qu'il appelle la « magie sexuelle blanche », dont le principe primordial est de conclure l'acte sans orgasme ni éjaculation de la part de l'homme ou de la femme. Ainsi, au lieu que l'énergie sexuelle soit libérée dans un spasme, cette énergie subit une transmutation sexuelle via la volonté et le sacrifice du désir. Selon Aun Weor, l'induction magnétique produite en croisant l'actif (phallus) et le passif (utérus) les organes créateurs font circuler les courants lunaire, solaire et akashic à travers le cordon brahmanique (les ida, pingala et sushumna nadis respectivement ) du couple,. Il dit que ce courant fournit alors une connexion active entre le centre magnétique à la racine du nez (la glande pinéale, Ajna chakra) et les principes solaires et lunaires situés dans le système séminal au muladhara chakra. L'énergie transmutée, par la volonté, est peuplée par ce que Aun Weor dit être « des milliards d'atomes christiques » qui en s'élevant rencontre le pur akasa du cordon brahmanique trinitaire, l'enflammant, et à travers de nombreuses années de travail cela provoque l'ascension de la kundalini à travers les trente-trois chambres ou degrés de la moelle épinière,.
Aun Weor dit qu'avec l'ascension de la kundalini, la cristallisation des « corps solaires » se forme en raison de la transmutation qui se produit par la magie sexuelle blanche. Il dit que les corps solaires sont les quatre aspects du merkabah sacré de Arcanum Seven. En somme, Aun Weor décrit les corps solaires comme les véhicules christiques de l'émotion, de l'esprit et de la volonté.
Aun Weor dit que la sexualité étant à la fois créatrice et destructrice, de la même façon que Shiva-Shakti dans l'hindouisme, il est possible, grâce à la magie sexuelle, d'éliminer tout défaut psychologique précédemment constaté. En d'autres termes, il affirme que la magie sexuelle permet d'éliminer radicalement les véhicules égocentriques qui, selon lui, sont les véhicules animales ou inférieurs de l'émotion, de l'esprit et de la volonté liés aux transformations animales évolutionnaires précédant le passage à l'état humain. Ainsi, à travers la mort de l'ego et la naissance des corps solaires, Aun Weor déclare que l'on peut être élevé à l'état angélique et même le dépasser.
Aun Weor déclare également que lorsque l'orgasme est atteint, les atomes christiques sont expulsés et remplacés, via la contraction orgasmique génitale, par ce qu'il croyait être des « atomes » impurs de fornication. Quand, par la volonté, le courant akashique rencontre les « atomes de fornication », affirme-t-il, qu'au lieu de monter, l'énergie est rejetée par la triade divine (atman-buddhi-manas) et est forcée de descendre dans les enfers atomiques de l'être humain, formant la « queue de satan », (le « kundabuffer », ou kundalini polarisée négativement). Il dit que la répétition de l'orgasme au fil du temps sépare la triade divine du « quat inférieur ».